# Chris Rupp
Chris Rupp (Mankato, 12 ottobre 1979) è un cantautore statunitense.
Ha fondato la band vocale country Home Free, con cui si è esibito per 15 anni ed ha vinto l'edizione 2013 di The Sing-Off, e successivamente ha iniziato a lavorare da solista e ha fondato il gruppo vocale 7th Ave di cui è direttore musicale.

## Biografia
Chris è nato e cresciuto a Mankato (Minnesota) e ha trascorso tutta la sua vita circondato dalla musica, poiché anche sua madre è una musicista professionista. Si è laureato in musica presso la Minnesota State University - Mankato, e ha trascorso il decennio successivo insegnando piano, chitarra e voce privatamente, mentre allo stesso tempo ha lavorato al progetto Home Free a partire dal 2000.
Inizialmente gli Home Free cantavano per hobby, ma per i membri dal 2007 divenne un'occupazione a tempo pieno. Nel periodo di militanza negli Home Free, Chris Rupp (baritono), suo fratello Adam Rupp (beatboxer) e, fino al 2012, Matt Atwood (tenore principale) furono membri i fissi, con avvicendamento di altri artisti nel gruppo. Home Free venne strutturato come un tradizionale barbershop quartet, con un tenore principale, due voci di armonia e un basso. Oltre alle quattro voci, i suoni di percussioni sono forniti dal beatboxer Adam Rupp. Gli Home Free erano un gruppo che all'incirca fino al 2013 cantava una grande varietà di generi, per poi orientarsi esclusivamente sul country.
Il gruppo ha pubblicato il suo primo album From the Top nel 2007 e ha vinto l'edizione 2013 di The Sing-Off, concorso televisivo della rete statunitense NBC tra gruppi a cappella, in seguito al quale ha pubblicato Crazy Life, il primo album con una major.
Nel marzo 2016 è stato annunciato che il fondatore Chris Rupp avrebbe lasciato gli Home Free per affrontare la carriera da solista.
Chris Rupp da solista già nel 2015 ha pubblicato il suo album originale Shine, oltre a una raccolta di brani classici per pianoforte.
In parallelo lavora anche al progetto 7th Ave, un gruppo che non vuole perseguire un genere musicale definito. La loro musica si basa sulle armonie vocali, per creare una ricca miscela di stili. Nel 2016 7th Ave pubblicano il loro primo album Debut.
Chris Rupp ha collaborato con artisti come Kenny Rogers, The Oak Ridge Boys, Charlie Daniels, Kira Isabella, Taylor Davis, Peter Hollens, Nick Lachey, Jewel, Patrick Stump e Shawn Stockman, Tim Foust.

## Discografia

### Album con gli Home Free
- 2007 – From the Top
- 2009 – Kickin It Old School
- 2010 – Christmas Vol 1
- 2010 – Christmas Vol 2
- 2012 – Live from the Road
- 2014 – Crazy Life
- 2014 – Full of Cheer
- 2015 – Country Evolution

### Album da solista
- 2015 – Shine
- 2015 – Setting the Stage
- 2016 – A Little Bit of Christmas
- 2017 – Rise: A Cappella, Vol. I
- 2017 – A Little More Christmas
- 2018 – A New Day: A Cappella, Vol. II
- 2018 – Impressions
- 2019 – Sharing the Covers

### Album con i 7th Ave
- 2016 – Debut
- 2019 – Songs from the Road